# سرویس پرستاری صلیب سرخ آمریکا

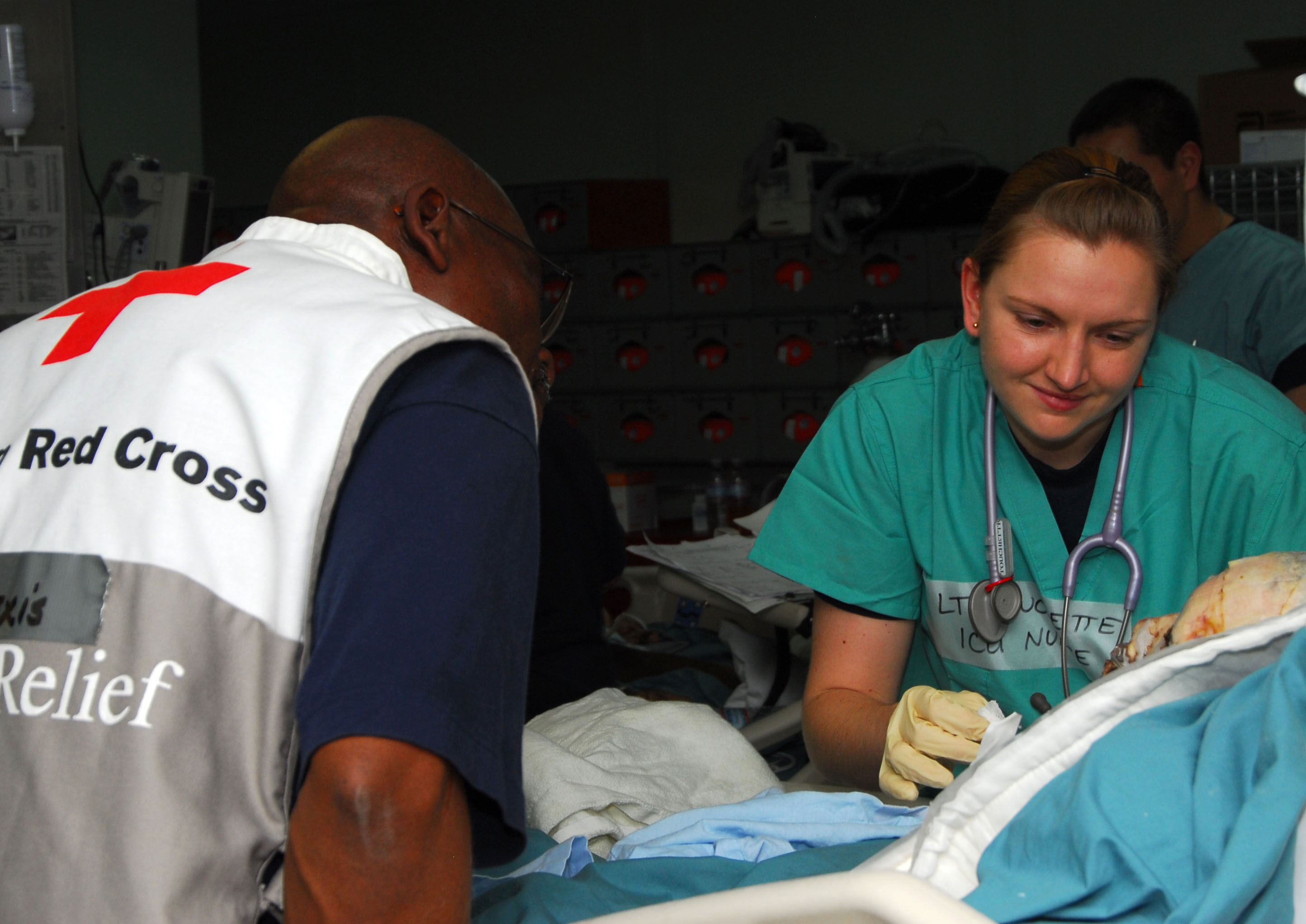
سرویس پرستاری صلیب سرخ آمریکا

سرویس پرستاری صلیب سرخ آمریکا (به انگلیسی: American Red Cross Nursing Service) توسط جین آرمیندا دلانو در سال‌های ۱۸۶۲ تا ۱۹۱۹ سازماندهی گردید.

این سازمان، مراقبت و پرستاری از مردم نیازمند را فراهم می‌سازد.

دلانو سرویس پرستاری صلیب سرخ آمریکا را قبل از وقوع جنگ جهانی اول از پرستاران سپاه ایالات متحده فراهم آورد.

## نگارخانه

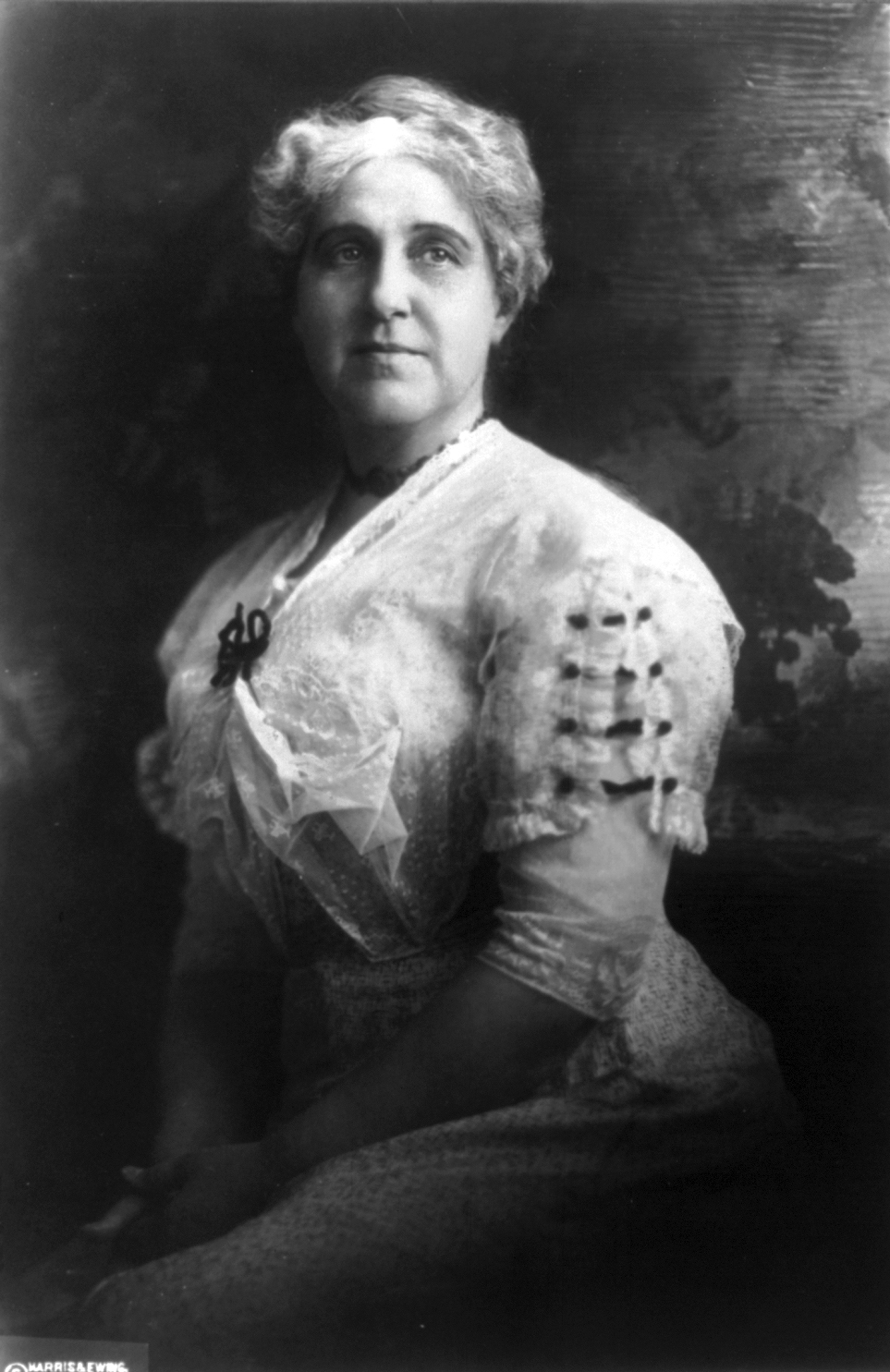
جین دلانو